# Trutgrundet, Karleby
Trutgrundet är en ö i Finland.   Den ligger i den ekonomiska regionen  Karleby  och landskapet Mellersta Österbotten, i den centrala delen av landet, 400 km norr om huvudstaden Helsingfors. Trutgrundet ligger i sjön Bjenögloppet.